# حقوق الإنسان في البرازيل
تشمل حقوق الإنسان في البرازيل كلّا من حق الحياة وحرية التعبير وإدانة العبودية والتعذيب. صدقت الأمة على الاتفاقية الأمريكية لحقوق الإنسان. يعطي تقرير الحرية في العالم للبرازيل لعام 2017 والصادر من قبل فريدوم هاوس درجة «2» لكل من الحقوق السياسية والحريات المدنية؛ رقم «1» يمثل الأكثر حرية ورقم «7» الأقل.
ومع ذلك، أُبلغ عن مشاكل حقوق الإنسان التالية: تعذيب المعتقلين والسجناء على أيدي الشرطة وقوات أمن السجون؛ عدم القدرة على حماية الشهود المتورطين في القضايا الجنائية؛ ظروف قاسية؛ الاحتجاز المطول قبل المحاكمة والتأخير المفرط في المحاكمات؛ الإحجام عن المقاضاة إضافةً إلى عدم الكفاءة في مقاضاة المسؤولين الحكوميين المتهمين بالفساد؛ العنف والتمييز ضد المرأة؛ العنف ضد الأطفال بما في ذلك الاعتداء الجنسي؛ الاتجار بالبشر؛ الأعمال الوحشية للشرطة؛ التمييز ضد السود والسكان الأصليين؛ الفشل في تنفيذ قوانين العمل؛ وعمل الأطفال في القطاع غير الرسمي. غالبًا ما يتمتع منتهكو حقوق الإنسان بالحصانة. وفقا لليونسكو، «البرازيل تشجع مجموعة واسعة من الإجراءات من أجل النهوض بحقوق الإنسان والدفاع عنها، رغم مواجهتها تفاوتات اجتماعية واقتصادية هائلة».

## الأقليات العرقية
رغم حظر القانون للتمييز العنصري إلا أن المواطنين ذوي البشرة الداكنة، وخاصة البرازيليين من أصل أفريقي، واجهوا التمييز بشكل متكرر. يحظر القانون بشكل خاص حرمان أي شخص من التسهيلات العامة أو الخاصة أو التوظيف أو السكن. يحظر القانون ويشترط السجن عند التحريض على التمييز العنصري أو التعصّب ونشر الرموز والعبارات المسيئة العنصرية. كان للبرازيليين من أصل أفريقي، الذين يمثلون نحو 7 ٪ من السكان، تمثيلًا ناقصًا إلى حد كبير في الحكومة والمناصب المهنية وفي الطبقات المتوسطة والعليا. عانوا من معدل بطالة أعلى وحصلوا على متوسط أجور ما يقارب نصف أجور الأشخاص ذوي البشرة البيضاء. كان هناك أيضًا فجوة عنصرية كبيرة في التعليم. في تقرير حكومي مقدم إلى الأمم المتحدة في فبراير، اعترفت «إس إي دي إتش» بوجود العنصرية في البلاد، لكنها ذكرت أن الحكومة اتخذت وكانت تتخذ إجراءات إيجابية لتقليصها، بما في ذلك الكوتا العرقية (أو النسبة) في القبول الجامعي للأشخاص المنحدرين من أصل أفريقي.
حافظت الجامعات الحكومية الكبرى في المنطقة الفيدرالية وولايات ساو باولو وريو دي جانيرو وبارانا وماتو غروسو وميناس جيرايس واسبيريتو سانتو وباهيا وغيرها على برامج العمل الإيجابي. على سبيل المثال، خصصت جامعة برازيليا نسبة 25 في المئة من الوظائف الشاغرة في السنة الأولى لعام 2007 للطلاب ذوي البشرة الملونة (أو السمراء) الذين أعلنوا عن ذلك بأنفسهم أثناء تقديمهم للقبول. وفقًا لدراسة من جامعة ريو دي جانيرو الفيدرالية التي صدرت في يناير، نصف الجامعات الحكومية الفيدرالية وحكومات الولايات تقريبًا لديها نظام الكوتا أو مكافأة الامتحان. يجادل البعض أنّ الكوتا حتى المعتمدة منها جزئيًا على العرق، تسبب توتراً لم يسبق وجوده في المجتمع البرازيلي كما هو في الولايات المتحدة، بينما يقول آخرون إنها تحدد ببساطة العلاقة الواضحة بين كون الفرد فقيرًا وداكن البشرة. تجاوز قانون المساواة العرقية طويل النقاش مرحلةً مهمةً في موافقة الكونغرس عبر تجنبه القضايا المثيرة للجدل مثل الكوتا. يبدو أن الكلمة الأخيرة قد تُركَت للمحكمة العليا في البلاد والتي من المقرر أن تقدم وجهات نظرها بشأن الموضوع في العام المقبل.
يمنح القانون السكان الأصليين حقوقًا واسعة، بما في ذلك حماية تراثهم الثقافي والاستخدام الاستثنائي لأراضيهم التقليدية. رغم وجود العديد من المشكلات، إلا أن الحكومة حققت تقدماً محدوداً في تأمين هذه الحقوق. قدّرت المؤسسة الوطنية للسكان الأصليين (فوناي) أن هناك 460,000 شخصًا من السكان الأصليين في 225 مجتمعًا على أراضي الشعوب الأصلية إضافةً إلى ما بين 100,000إلى 190,000 شخص من السكان الأصليين يعيشون خارج هذه المناطق، بما في ذلك في البيئات الحضرية. ووفقًا لوزارة التعليم، استمرت 20 جامعة فيدرالية وحكومية في الاحتفاظ بشواغر دخول للسكان الأصليين. لم يتغير عدد الطلاب الجامعيين الأصليين، أي ما يقارب 5,000 أو حوالي 1 في المئة من إجمالي طلاب الجامعة.

## حقوق المرأة

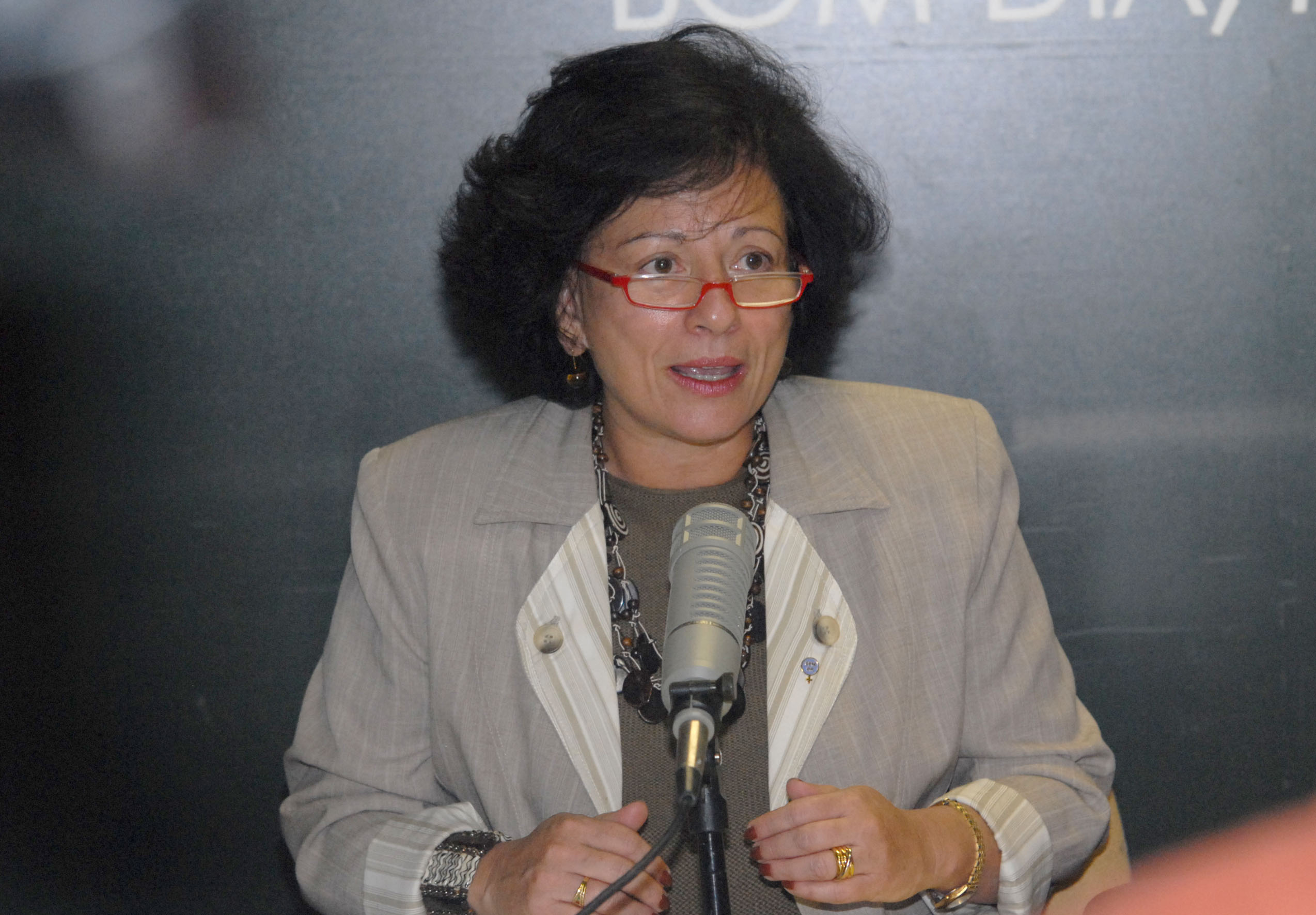
نيلسيا فريري، وزيرة الأمانة الخاصة لسياسات المرأة في حكومة لولا

تتمتع المرأة بنفس الحقوق القانونية التي يتمتع بها الرجل. يشرف المكتب الوزاري، سكرتيريا سياسة المرأة، على كيان خاص مكلّف بضمان الحقوق القانونية للمرأة. رغم كون القانون يحظّر التمييز على أساس نوع الجنس في العمل والأجور، إلا أن هناك تباينات كبيرة في الأجور بين الرجل والمرأة. ووفقًا لوزارة العمل والتوظيف (إم تي إي)، فإن النساء غالباً ما يحصلن على أجرٍ أقل من الرجال في الوظائف نفسها.
ينص القانون على إجازة أمومة مدفوعة الأجر لمدة 120 يومًا للنساء وسبعة أيام من إجازة الأبوة للرجال. يحظر القانون أيضًا على أصحاب العمل مطالبة المتقدمات أو الموظفات بإجراء اختبارات الحمل أو تقديم شهادات التعقيم، لكن بعض أصحاب العمل طلبوا شهادات تعقيم من النساء المتقدمات بطلب عمل أو حاولوا تجنب توظيف نساء في سن الإنجاب. يُعاقب على انتهاكات القانون بالسجن لمدة تصل إلى عامين لأصحاب العمل، في حين قد تُغرّم الشركة 10 أضعاف راتب الموظف الأعلى أجرًا في الشركة.
الدعارة قانونية ولكن استغلالها من خلال أنشطة مرتبطة بها، مثل إدارة بيت للدعارة، غير قانوني. رغم عدم وجود قوانين محددة تتناول السياحة الجنسية، إلا أنه يُعاقب عليها بموجب جرائم جنائية أخرى، وكان هناك «مدونة سلوك صادرة عن الحكومة لمكافحة السياحة الجنسية والاستغلال الجنسي» وحملات تديرها الحكومة في أكثر المناطق تضررًا.
سنّت المقاطعة الفيدرالية وولايات بيرنامبوكو وإسبيريتو سانتو وأمازوناس وبارانا قوانين تلزم بعض الأعمال بإظهار علامات تدل على عقوبات ممارسة الجماع مع قاصر. كان لولايتي ريو دي جانيرو وباهيا تشريع مماثل. أبلغت المجموعات النسائية أن بائعات الهوى واجهن تمييزاً عند طلبهن للرعاية الطبية المجانية. كان الاتجار بالنساء لغرض الدعارة مشكلة خطيرة.
أدارت سكريتاريا الأمن العام لكل ولاية «مراكز الشرطة النسائية» (دي إي إيه إم)، وهي مراكز الشرطة المخصصة حصرياً للتصدي للجرائم المرتكبة ضد المرأة، ليصبح مجموعها 415 في جميع أنحاء البلاد. تباينت جودة الخدمات على نطاق واسع، وكان التوافر محدودًا بشكل خاص في المناطق المعزولة. على سبيل المثال، كانت مناطق الشمال والشمال الشرقي، التي تضم نحو 35 في المئة من سكان البلاد، تمتلك 24 في المئة فقط من دي إي إيه إم في البلاد.
قدمت المحطات الإرشاد النفسي والمأوى المؤقت والعلاج في المستشفى لضحايا العنف المنزلي والاغتصاب (بما في ذلك علاج فيروس نقص المناعة البشرية وغيره من الأمراض التي تنتقل عن طريق الاتصال الجنسي) وكذلك مساعدة الملاحقة الجنائية عن طريق التحقيق في الأدلة وإحالتها إلى المحاكم. وكان هناك أيضًا 123 مركزًا مرجعيًا و66 مأوى للنساء.
في ريو دي جانيرو، قدم برنامج نساء مدينة ريو المساعدة للنساء من ضحايا العنف المنزلي اللاتي تلقّين تهديدات بالقتل. عند الضرورة، أُرسل الضحايا إلى ملاجئ محددة والتي قدمت أيضًا مساعدة نفسية وقانونية. بالإضافة إلى برنامج النساء، يمكن لضحايا العنف المنزلي الحصول على المساعدة من مركز دعم المرأة، وهي مبادرة من حكومة ولاية ريو دي جانيرو التي تقدم خطًا ساخنًا للشكوى وملاجئ ومساعدة نفسية وقانونية.
يشترط القانون على المنشآت الصحية الاتصال بالشرطة فيما يتعلق بالحالات التي تتعرض فيها المرأة للإيذاء الجسدي أو الجنسي أو النفسي من أجل جمع الأدلة والبيانات في حال قررت الضحية المقاضاة. التحرش الجنسي هو جريمة جنائية يُعاقب عليها بالسجن لمدة تصل إلى عامين. يشمل القانون التطورات الجنسية في مكان العمل أوفي المؤسسات التعليمية وبين مقدمي الخدمات أو العملاء.
لا ينطبق القانون في مكان العمل إلا في حال المواقف الهرمية، إذ يكون المتحرِّش برتبة أعلى أو منصب أعلى من الضحية. كانت الاتهامات نادرة رغم تنفيذ القانون، ولم يُوثّق مدى اتساع المشكلة.